# Cynaeda alticolalis
Cynaeda alticolalis là một loài bướm đêm trong họ Crambidae.